# Saint-Just-d'Ardèche
Saint-Just-d'Ardèche, anteriormente Saint-Just, es una población y comuna francesa, ubicada en la región de Ródano-Alpes, departamento de Ardèche, en el distrito de Privas y cantón de Bourg-Saint-Andéol.

## Demografía
| 763 | 833 | 770 | 1009 | 1078 | 1161 |
| Para los censos de 1962 a 1999 la población legal corresponde a la población sin duplicidades (Fuente: INSEE [Consultar]) |     |     |      |      |      |